# Databáze knih
Databáze knih (Databazeknih.cz) je webová stránka umožňující vyhledávání a prodej knih. Obsahuje databázi oficiálně vydaných knih a e-knih v českém a slovenském jazyce, či případně i v jiném jazyce, vydaných českým či slovenským (československým) nakladatelstvím na území Česka nebo Slovenska. Objevují se zde také knihy chystané k vydání, a to ve lhůtě vydání maximálně do jednoho roku. Podrobně jsou zpracovány informace nejen o knihách, ale i o autorech.
U knih je uveden stručný popis obsahu, možnost zobrazit sekci komentář. V sekci zajímavosti se čtenář dozví o knize zákulisní informace, například zda byla kniha zfilmována. Sekce vydání eviduje, které nakladatelství a v jakém roce knihu vydala. Uvádí se zde i ISBN (International Standard Book Number, mezinárodní standardní číslo knihy), neboli alfanumerický kód, který slouží pro jednoznačnou identifikaci knižních vydání. 
Databáze se zaměřuje na hodnocení a komentáře knih a obsahuje přehled převážně o českých, ale i několika slovenských knihovnách, a také o literárních cenách, které jsou udílené jak v České republice, tak v zahraničí. Pod sekcí Žebříčky si čtenář může zjistit kladné i záporné hodnocení knih, momentálně nejoblíbenější citát a další statistiky.  

## Historie
Databázi knih založil 8. prosince 2008 Daniel Fiala a podle výroční zprávy Svazu českých knihkupců a nakladatelů z roku 2014 se jedná o nejnavštěvovanější český knižní internetový projekt.
Od roku 2010 Databáze knih pořádá každoročně vlastní anketu Kniha roku, které se účastní desítky tisíc registrovaných uživatelů webu. V rámci této ankety se hlasuje také v kategoriích Novinka roku a Obálka roku.
Funkce „Podobné knihy“ zobrazuje nejvíce lidmi označená díla podobná zobrazované knize.

## Uživatelské rozhraní
Uživatelé se mohou zaregistrovat a vytvářet a rozšiřovat obsah webu, přispívat hodnocením knih, povídek a psaním komentářů. 

## Hodnocení knih
Knihy (i jejich části, např. jednotlivé povídky) se hodnotí hvězdičkami (0–5), z čehož se vypočítává celkové procentuální hodnocení. Červeně jsou označeny nejlépe hodnocené knihy (nad 80 %), modře knihy s hodnocením od 40 do 79 %. Černě pak knihy s méně než 40 % a bíle jsou označeny knihy, které ještě nebyly ohodnoceny. Hodnotit knihy mohou pouze registrovaní uživatelé.

## Funkce databáze
- Prodej knih přes eshop palmknihy.cz
- Profily autorů, knih, povídek, nakladatelství
- Žebříčky knih
- Recenze knih
- Citáty autorů
- Knižní diskuze
- Literární novinky
- Seznamy knihoven

## Uživatelské funkce
- Hodnocení knih, povídek
- Komentování knih, povídek, autorů
- Evidence seznamů (Právě čtené knihy, Přečtené knihy, Knihotéka, Chci si koupit, vlastní seznamy)
- Bazar knih (uživatel si může předplatit nabídku svých knih na prodej)
- Psaní recenzí
- Blog
- Uživatelský profil
- Soukromé zprávy